# Moskwicz 422
Moskwicz 422 (ros. Москвич 422) – lekki samochód dostawczy z nadwoziem furgonowym produkowany przez Moskiewską Fabrykę Samochodów Małolitrażowych (MZMA, Moskowskij Zawod Małolitrażnych Awtomobilej) w latach 1948–1956 w dwóch wersjach silnikowych: Moskwicz 400-422 i 401-422.

## Historia i opis modelu
Model 400-422 był dostawczą odmianą samochodu osobowego Moskwicz 400-420, będącego kopią niemieckiego Opla Kadetta K38. W nazwie samochodu "400" oznaczało typ silnika, a "422" model nadwozia (furgon). W odróżnieniu od samochodu osobowego, posiadającego stalowe nadwozie, Moskwicz 400-422 miał je drewniano-stalowe. Część przednia nadwozia z komorą silnika pozostała taka sama, a nowa była część środkowa i tylna, zbudowana na charakterystycznym zewnętrznym szkielecie drewnianym, wypełnionym sklejką (na Zachodzie określanym jako konstrukcja woodie). Samochód miał drzwi dla kierowcy i pasażera oraz dwuskrzydłowe drzwi w tylnej ścianie. Koło zapasowe było chowane płasko pod podłogą tylnej części, która jednak była poprowadzona dość wysoko. Maksymalne wymiary części ładunkowej wynosiły (długość/szerokość/wysokość): 1400 x 1200 x 840 mm. Ładowność wynosiła do 250 kg (bez pasażera). W stosunku do wersji osobowej, furgon miał wzmocnione resory z tyłu. 
Podstawowa wersja 400-422, produkowana od 1948, była napędzana silnikiem o pojemności 1074 cm³ i maksymalnej mocy 23 KM przy 3600 obr./min. Od 1954 weszła do produkcji wersja 401-422, napędzana silnikiem wzmocnionym do 26 KM przy 4000 obr./min (odpowiadająca modelowi osobowemu 401-420). Oba silniki były rzędowe, czterocylindrowe, benzynowe. Zbudowano łącznie 11 129 furgonów modelu 422. Furgony używane były w ZSRR głównie przez służby, jak poczta, oraz państwowe przedsiębiorstwa i sklepy, natomiast nie były sprzedawane na rynek prywatny.
Zakłady MZMA produkowały także same podwozia 400-420K (2562 sztuk), z których liczne były karosowane później w warsztatach jako furgony z niestandardowymi nadwoziami. Podobnym do furgonu wariantem było pięciodrzwiowe kombi 400-421, z drewniano-stalowym nadwoziem, które pozostało jednak w stadium prototypu.
Specjalnym wariantem, budowanym na potrzeby wojska, był Moskwicz z zabudowanym w tylnej części nadwozia agregatem startowym dla silników lotniczych APA-7, do którego dostęp był zapewniony pod podnoszonymi panelami. Przednia część wraz z drzwiami stalowej konstrukcji pochodziła jednak z modelu osobowego, a nie furgonu.